# Lašská brána Beskyd
Lašská brána Beskyd je mikroregion v podhůří Beskyd, zahrnující okolí čtyř měst. Pohádkový Štramberk, jenž bývá označován jako moravský betlém. Kopřivnice, která je známá výrobou automobilů značky Tatra. Příbor město Sigmunda Freuda a v neposlední řadě město Hukvaldy, jakožto rodiště Leoše Janáčka. Města Lašské brány mezi sebou spolupracují především v turistické oblasti. 

## Kultura

### Hudební festivaly
- Mezinárodní hudební festival Janáčkovy Hukvaldy[1]

### Památky

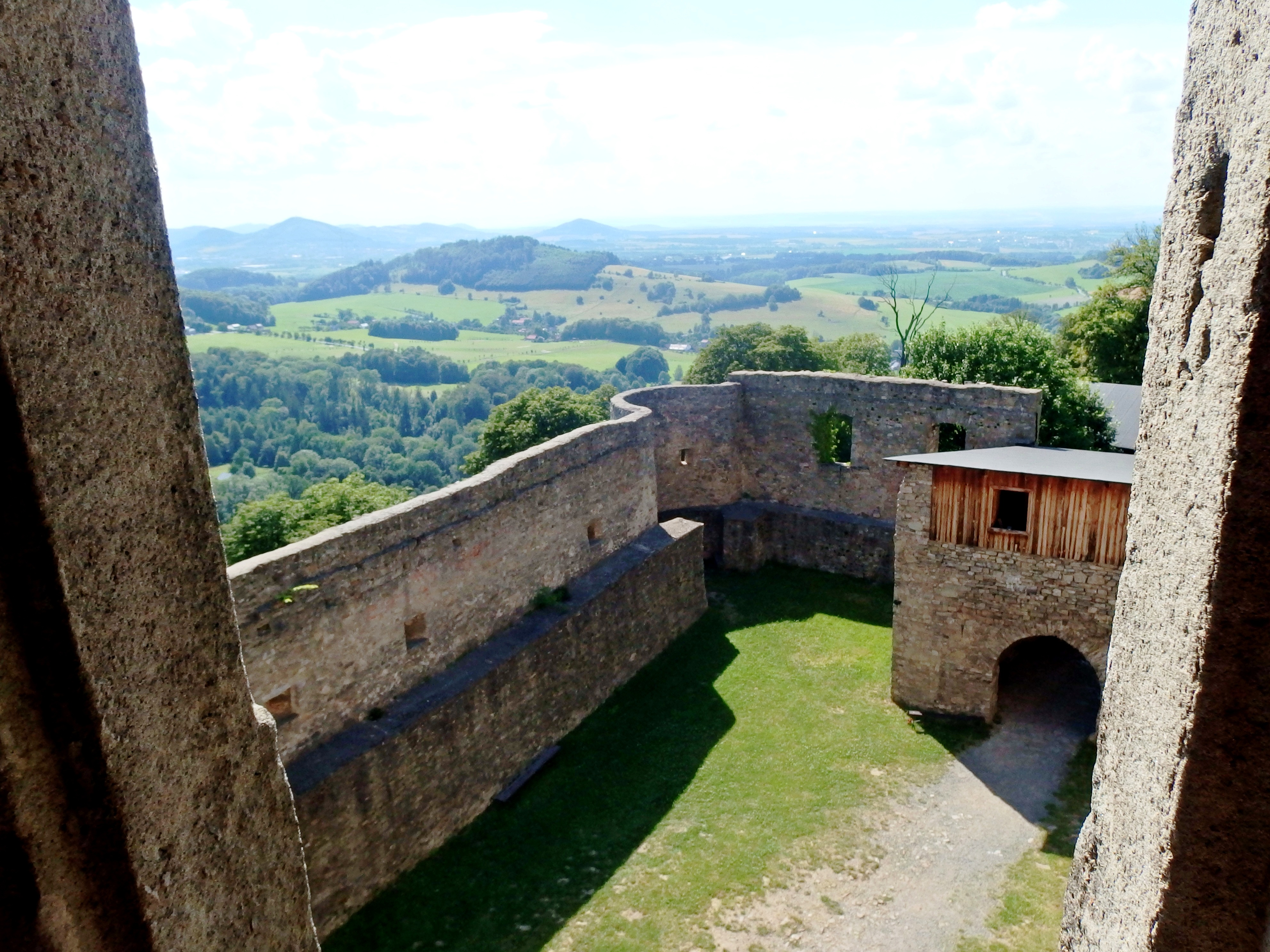
Hukvaldy hrad

- keltské sídliště Šutyrova studánka
- Vlak Slovenská strela – jediný dochovaný vůz řady N290.0 z roku 1936
- Piaristické zahrady a klášter – původně jezuitský klášter z 18. století dnes sloužící jako knihovna, která je dokonce druhou největší knihovnou na Moravě
- Jeskyně Šipka - jeskyně ve Štramberku, kde byl v 19. století nalezen zlomek čelisti neandrtálského dítěte.
- Hrad Hukvaldy – jeden z největších hradů na Moravě.
- Větrný mlýn  v Dolním Sklenově (Hukvaldy) - bývalý majetek sklenovského fojtství

- Štramberská Trúba – věž bergfritového typu, která byla součástí štramberského hradu založeného ve 13. století
- Hrad Šostýn – hrad ze 13. století, který spolu s Hukvaldy vlastnil významný husitský hejtman Jan Čapek ze Sán. Po jeho smrti připadla obě panství jeho zeti Janu Talafůsovi z Ostrova. V roce 1465 se území stalo majetkem Jiřího z Poděbrad, ten ho následně přenechal olomouckému biskupu Tasovi z Boskovic

### Muzea

#### Kopřivnice
- Technické muzeum Tatra – sbírka kopřivnického automobilového fenoménu
  - Expozice Emila a Dany Zátopkových – součást výstavy Technického muzea Tatra
- Lašské muzeum – klasicistní vila kopřivnického továrníka Josefa Šustaly, ve které se dnes nachází expozice kopřivnického hliněného zboží a také kopřivnických rodáků
- Muzeum Fojtství – archeologické a etnografické sbírky, například replika Šostýnské venuše
- Auto moto muzeum Oldtimer – soukromá sbírka historických automobilů z celého světa

#### Příbor
- Centrum tradičních technologií Příbor  - nachází se zde stálá výstava z dějin města
- Rodný dům Sigmunda Freuda - nachází se zde stálá výstava o životě Sigmunda Freuda[2]

#### Štramberk
- Muzeum Zdeňka Buriana – expozice pravěku
- Vánoční chalupa - obchůdek s celoroční nabídkou baněk
- Muzeum Šipka (připravuje se) – muzeum se zaměřením na archeologii, paleontologii a geologii Štramberku a Kotouče

#### Hukvaldy
- Památník Leoše Janáčka – nachází se v domě posledních dní života Leoše Janáčka.

## Chráněná území a přírodní památky
- Přírodní park Podbeskydí

- Váňův kámen
- Ořech Leopolda Víchy
- Husova lípa (Kopřivnice)
- Buk černých myslivců
- Buk Ondrášův
- Raškův buk
- Fojtova lípa
- Platan Emila Hanzelky
- Kopřivnické buky